# Ko Sichang
Ko Sichang ou Koh Sichang (thaï : เกาะสีชัง), est une île Thaïlandaise située dans la baie de Bangkok, dans la province de Chonburi. C'est l'île la plus proche de la capitale, bien plus proche que Ko Samet.

## Histoire
Le diplomate Edmund Roberts visite l'île en 1830 et cite l'île dans son livre :"Embassy to the Eastern Courts of Cochin-China, Siam, and Muscat". 

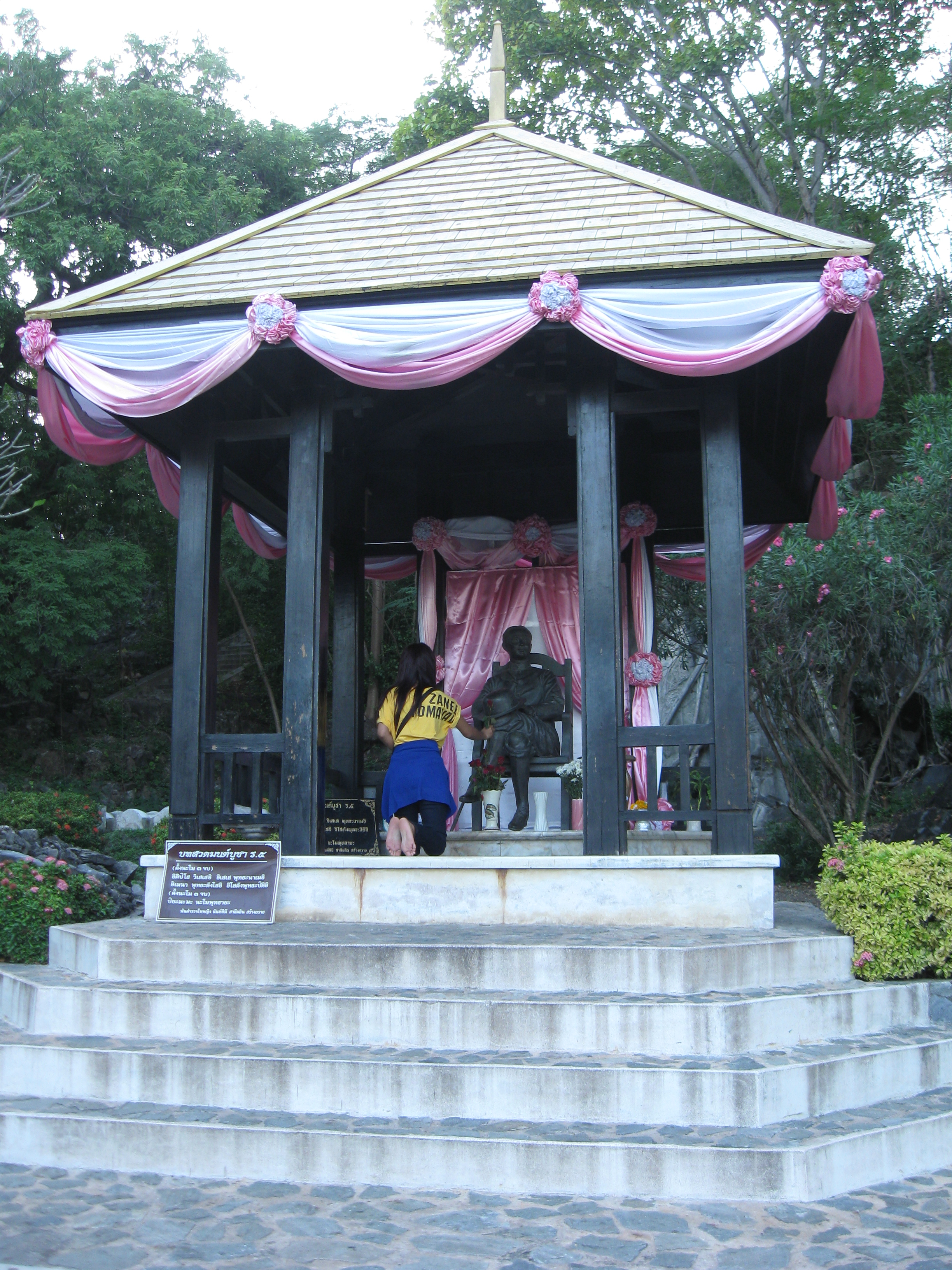
Mémorial et statue du roi Chulalongkorn (Rama V), parc de l'ancien palais royal

Le roi Mongkut (Rama IV) y construit un palais d'été en 1892 : "Phra Chuthathut Palace" (thai: พระจุฑาธุชราชฐาน). Son fils, le roi Chulalongkorn (Rama V) est né sur l'île. 
La résidence royale est abandonnée en 1893 quand l'armée française occupe l'île durant la Guerre franco-siamoise de 1893. 
En 1900, le palais est démantelé puis reconstruit dans le domaine royal de Dusit à Bangkok et renommé Résidence Wimanmek (ou Résidence royale Vimanmek).

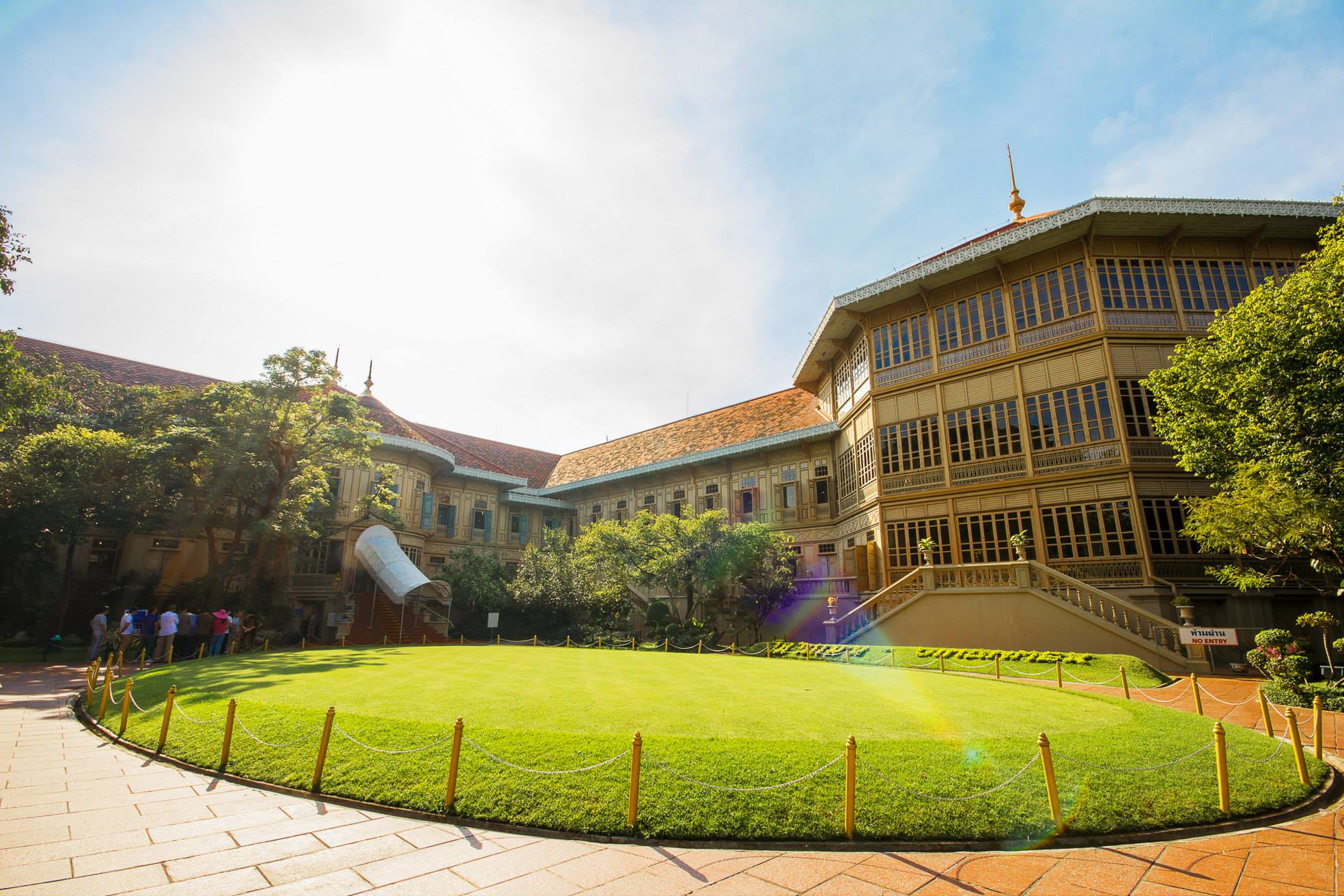
Palais d'été "Phra Chuthathut Palace" nommé Résidence royale Wimanmek, démonté et reconstruit à Dusit en 1900, Bangkok

Parc de l'ancien palais royal Phra Chuthathut Palace
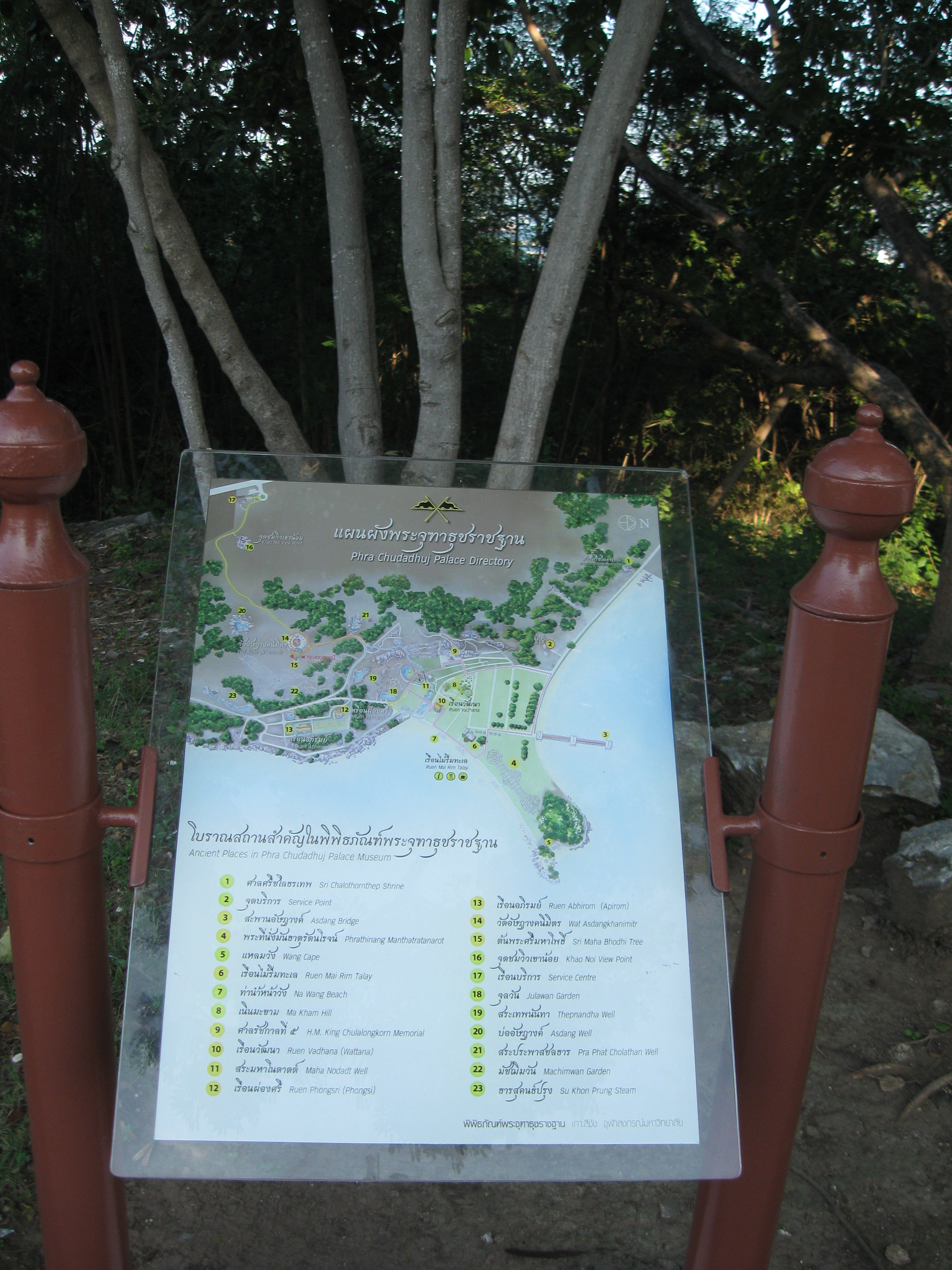
Plan du parc
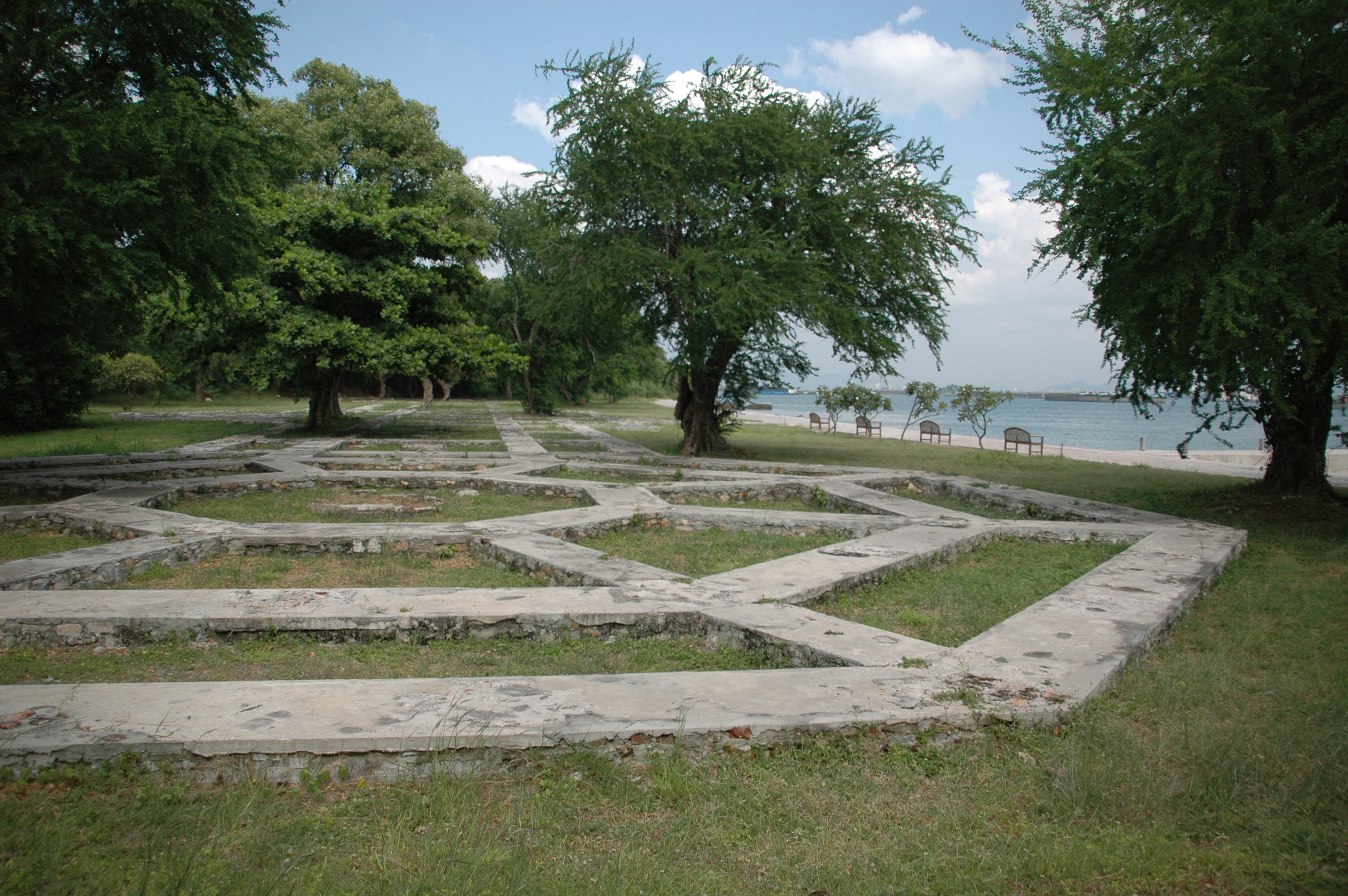
Murs de fondation, vestiges du palais d'été "Phra Chuthathut" de 1892
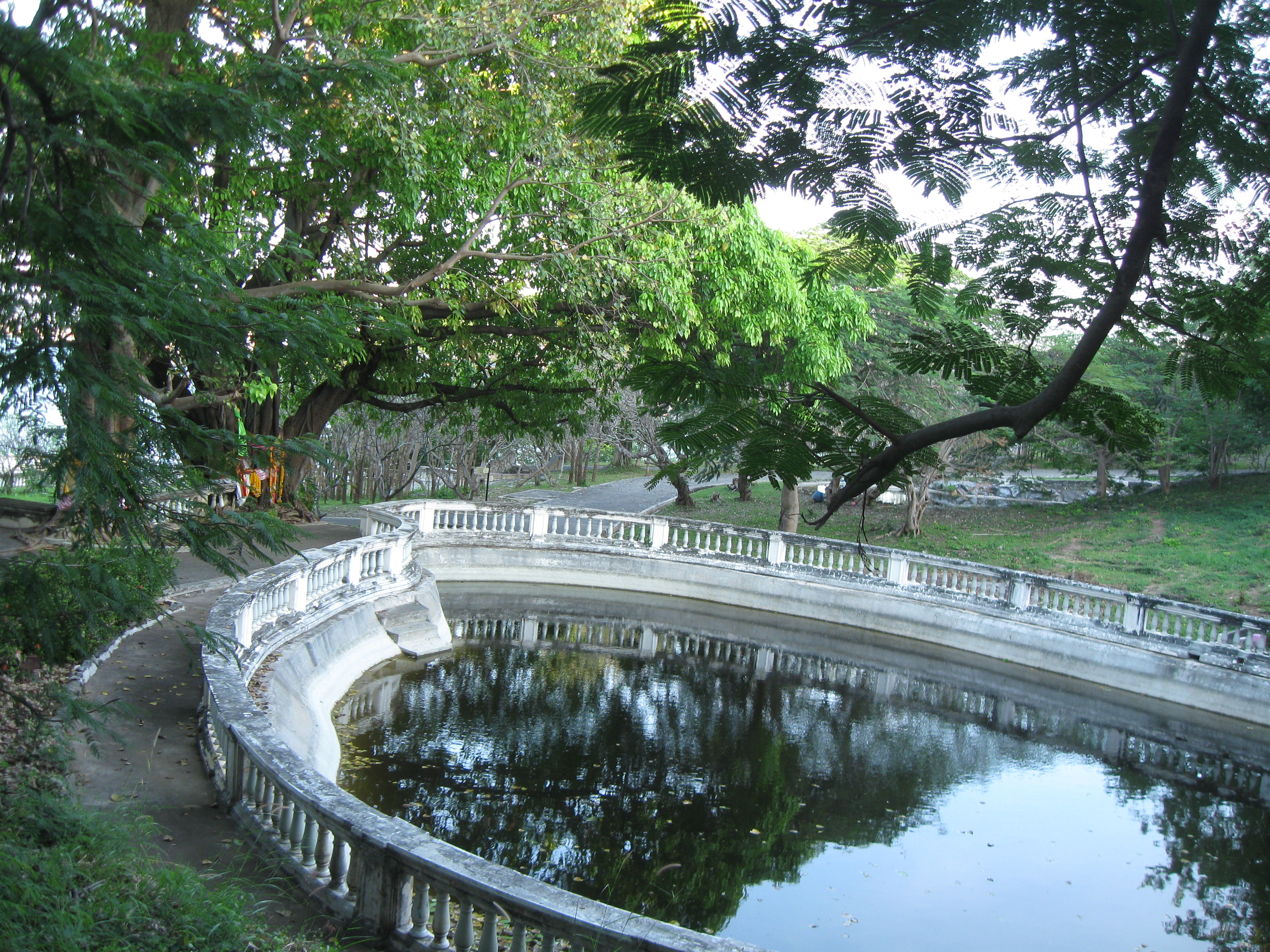
Terrasses, balustrades en pierre et bassins artificiels d'influence européenne
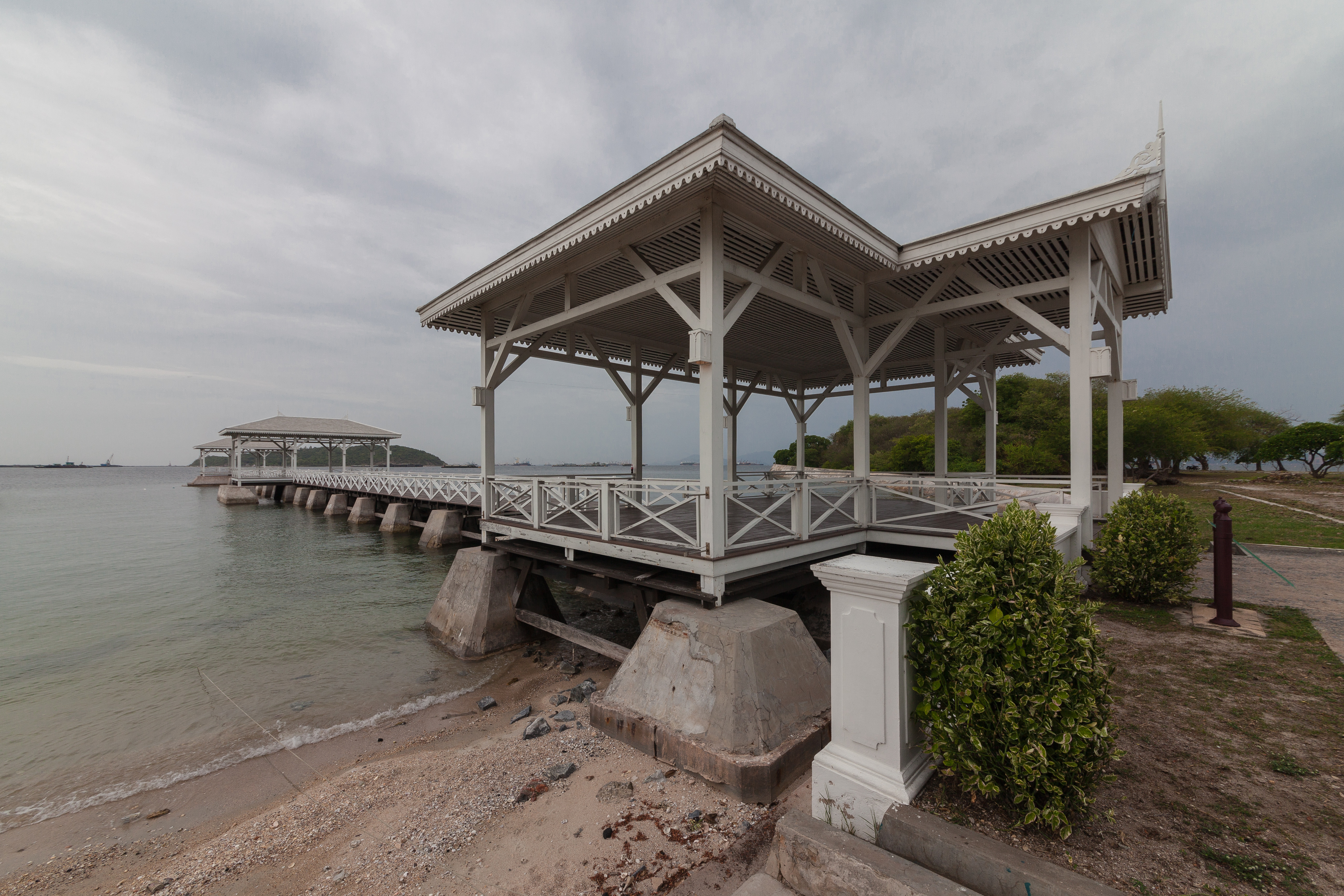
Ponton Asdang Bridge
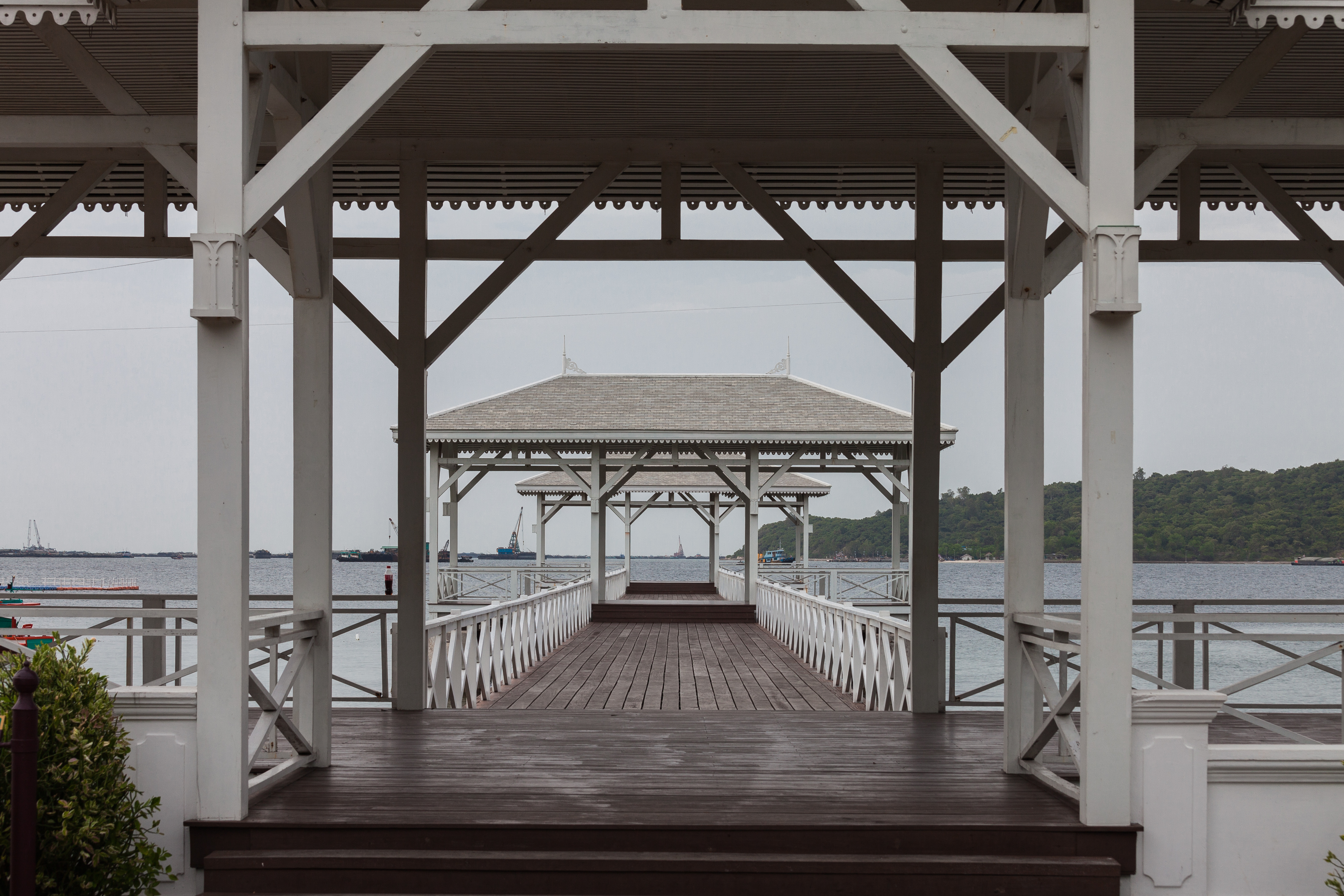
Ponton Asdang Bridge
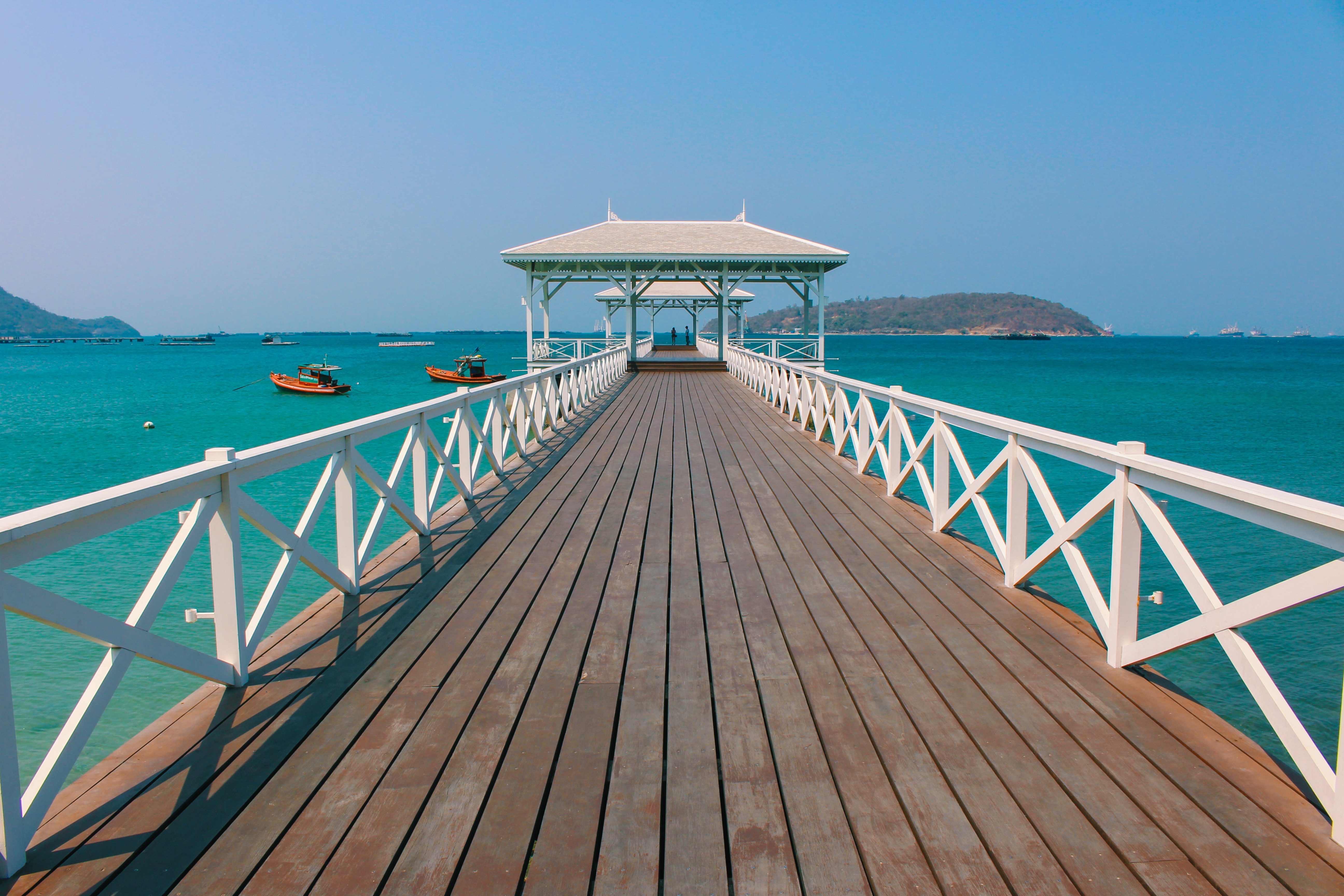
Ponton Asdang Bridge
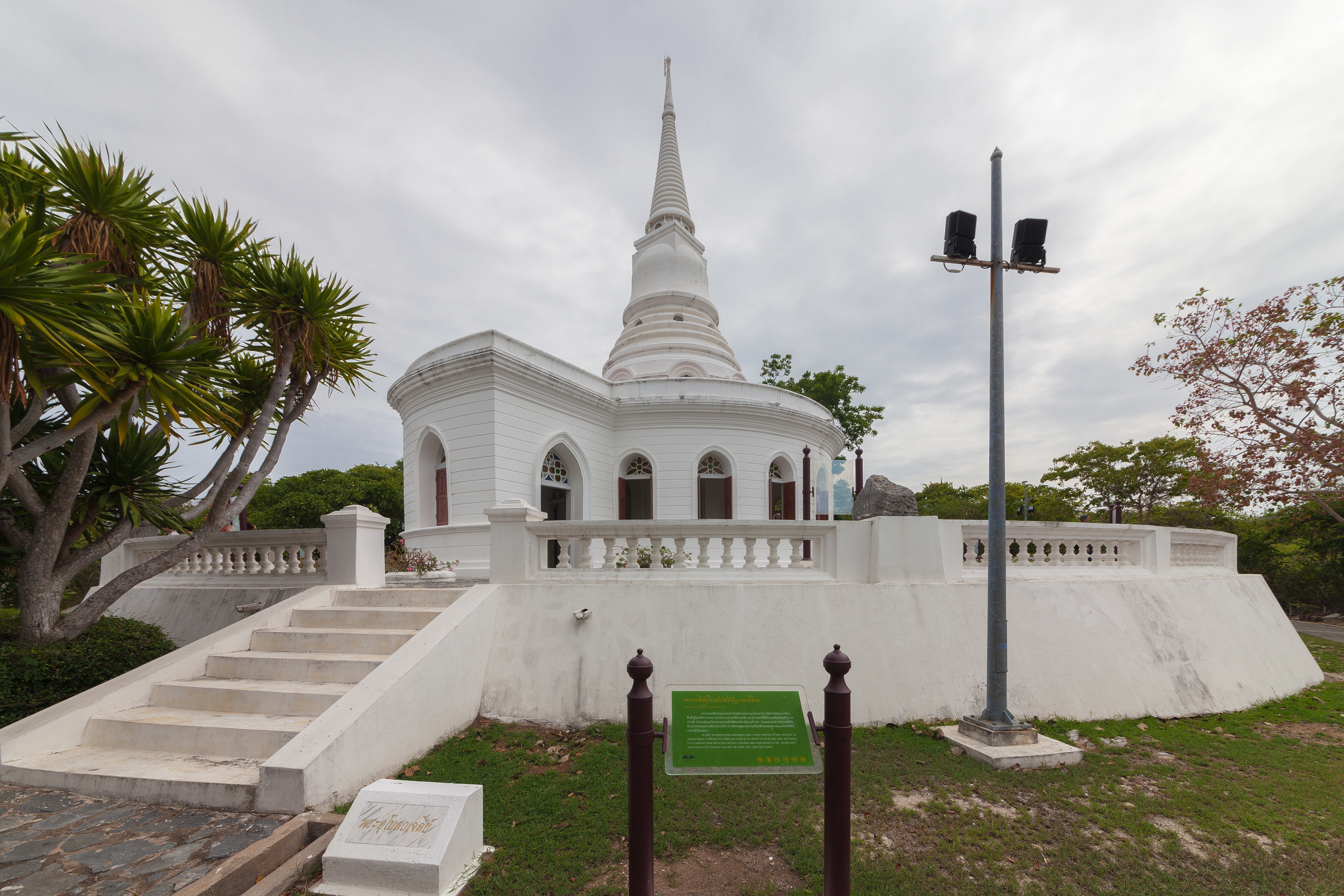
Wat Asdang (Wat Asdangkhanimitr)

## Géographie
L'île de Ko Sichang mesure près de 6 km de long sur 2 km de large. 

Il y a une seule plage : la jolie Hat Tham Phang ; et, autre curiosité, le temple chinois Saan Chao Pho Khao Yai (litt. Temple de l'Esprit tutélaire de la grande colline).

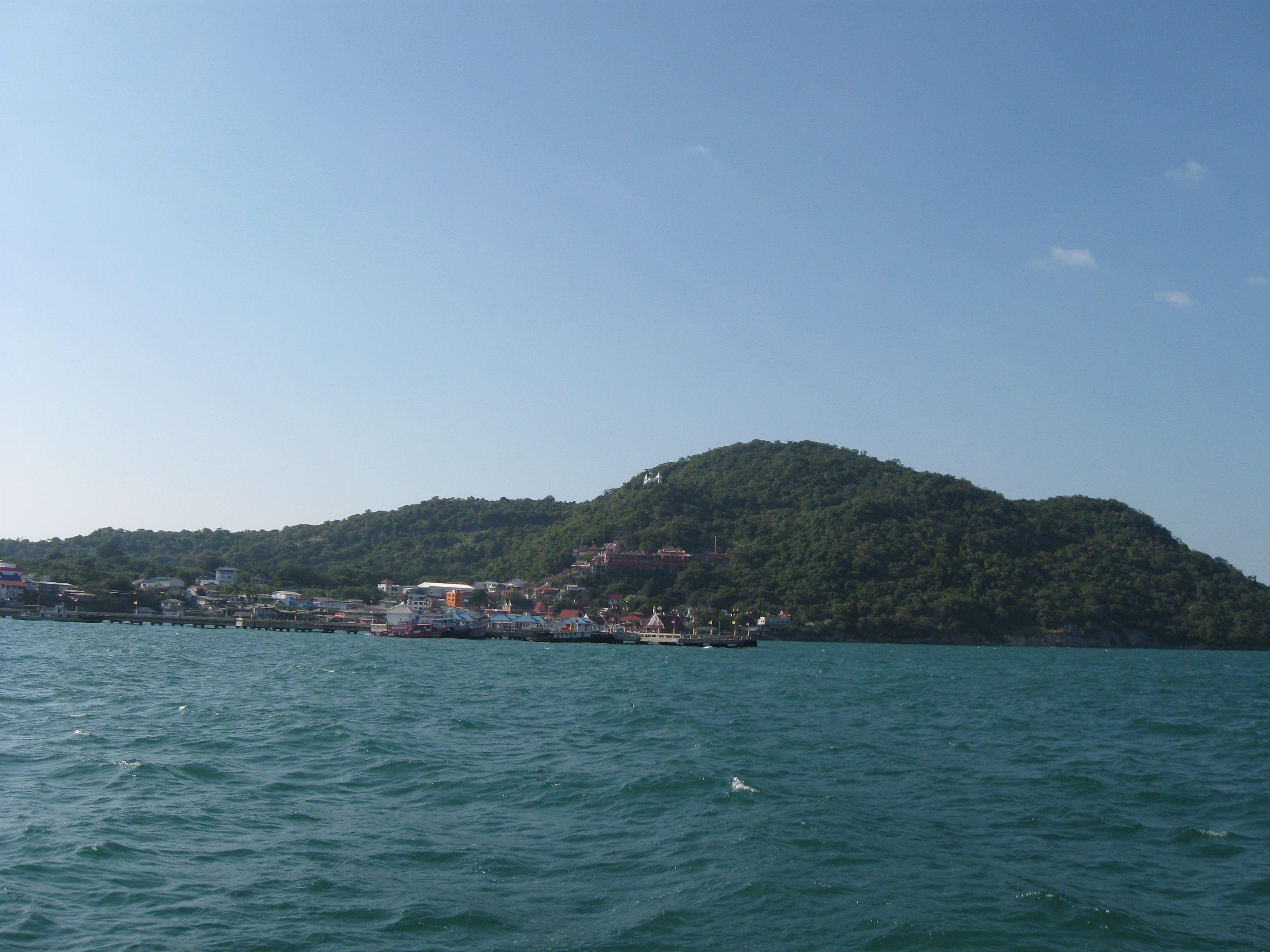
Arrivée en bateau sur l'île de Sichang, le petit port de Thaa Laang et le village
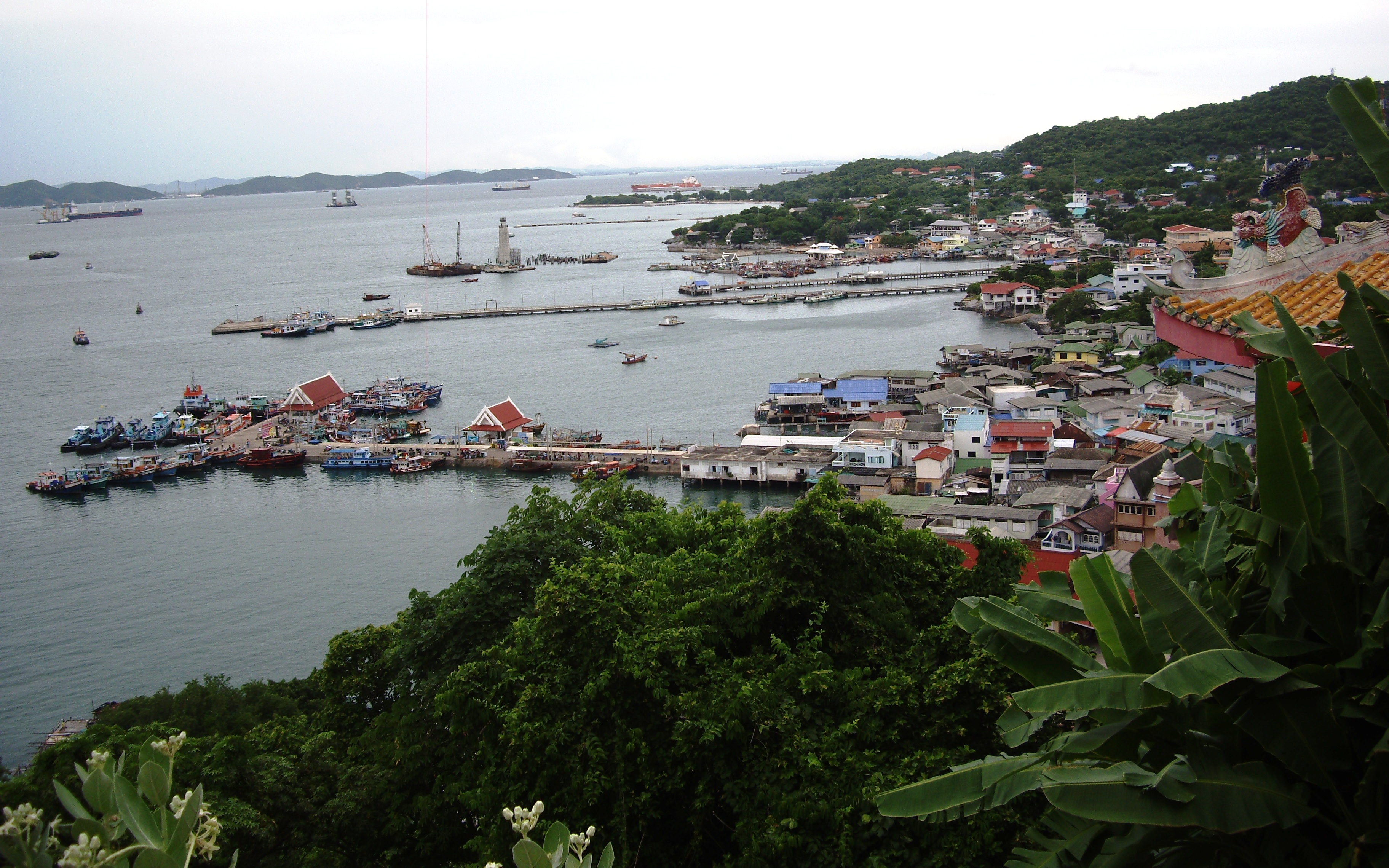
Vue sur le petit port de Thaa Laang, le village et les barges depuis le temple chinois
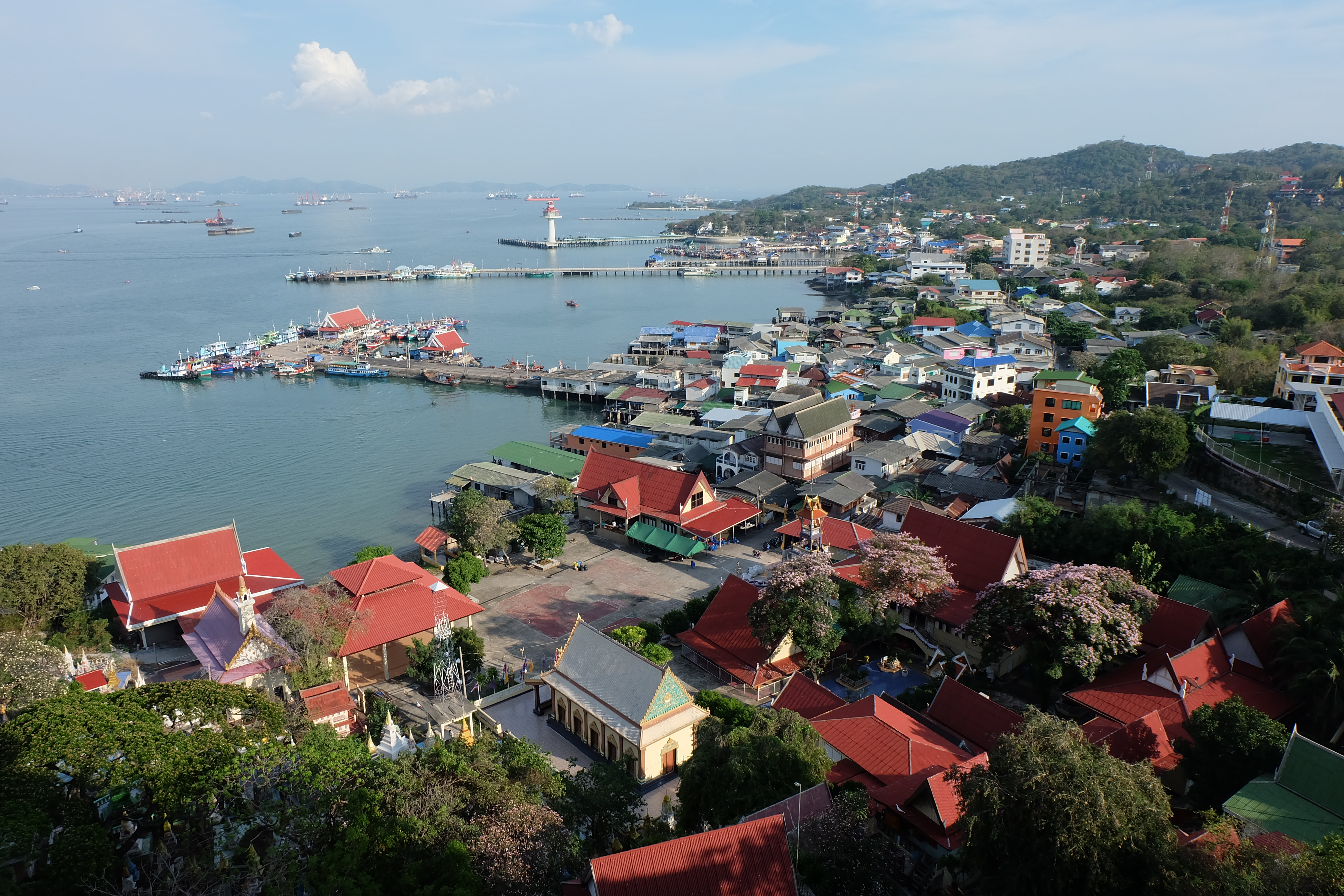
Vue du temple chinois
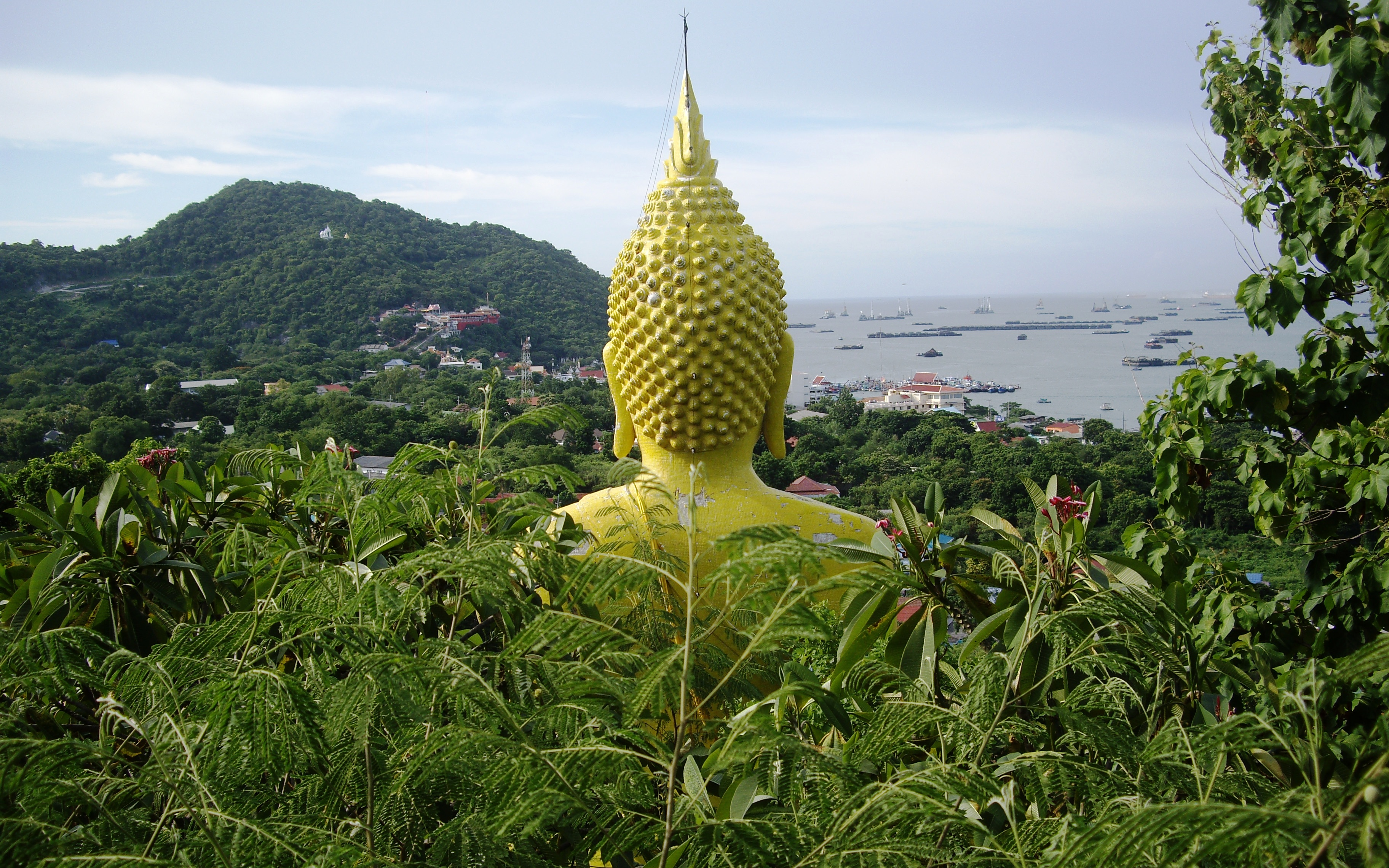
Vue du Bouddha jaune

## Galerie

Quelques animaux
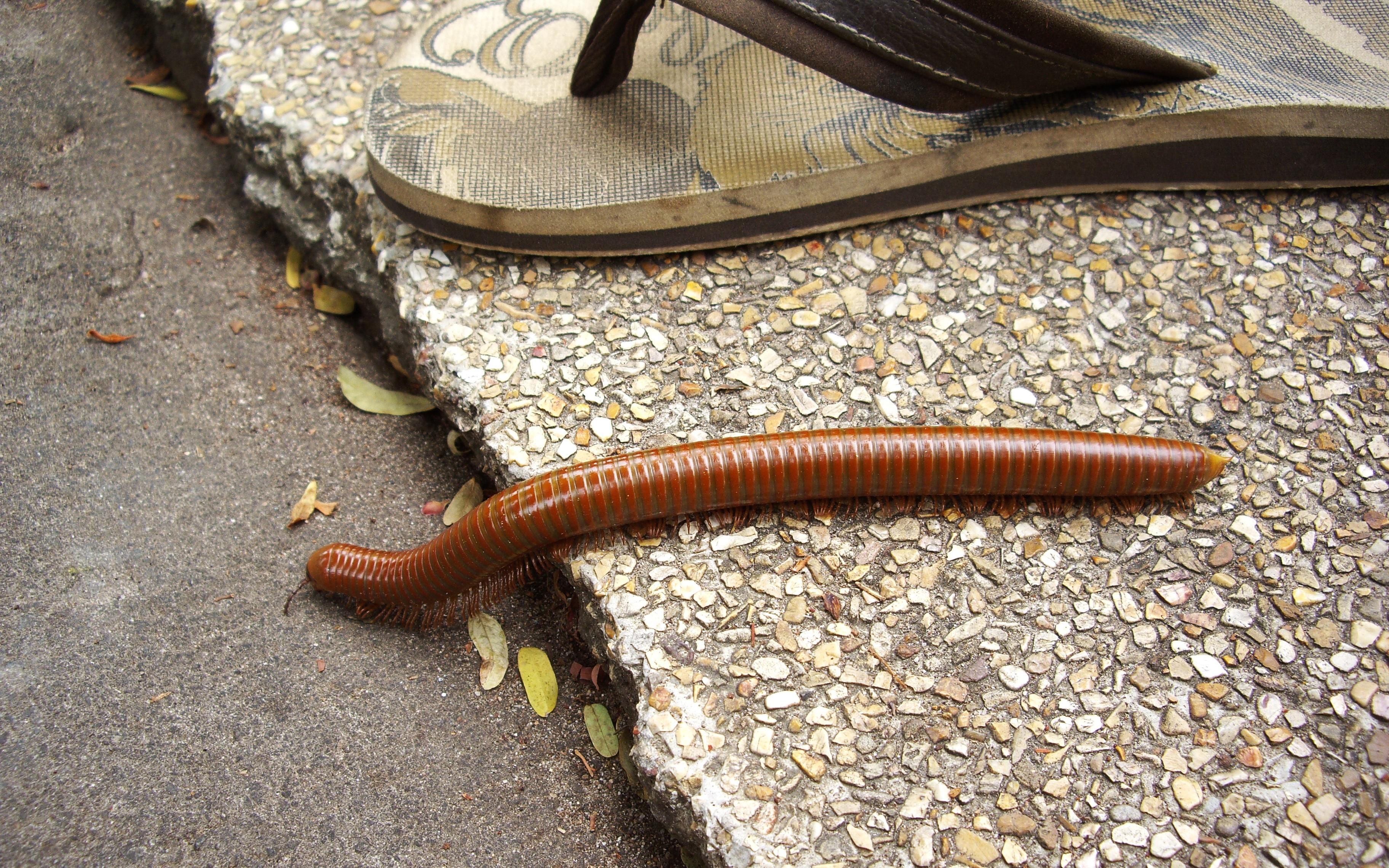
Mille-pattes
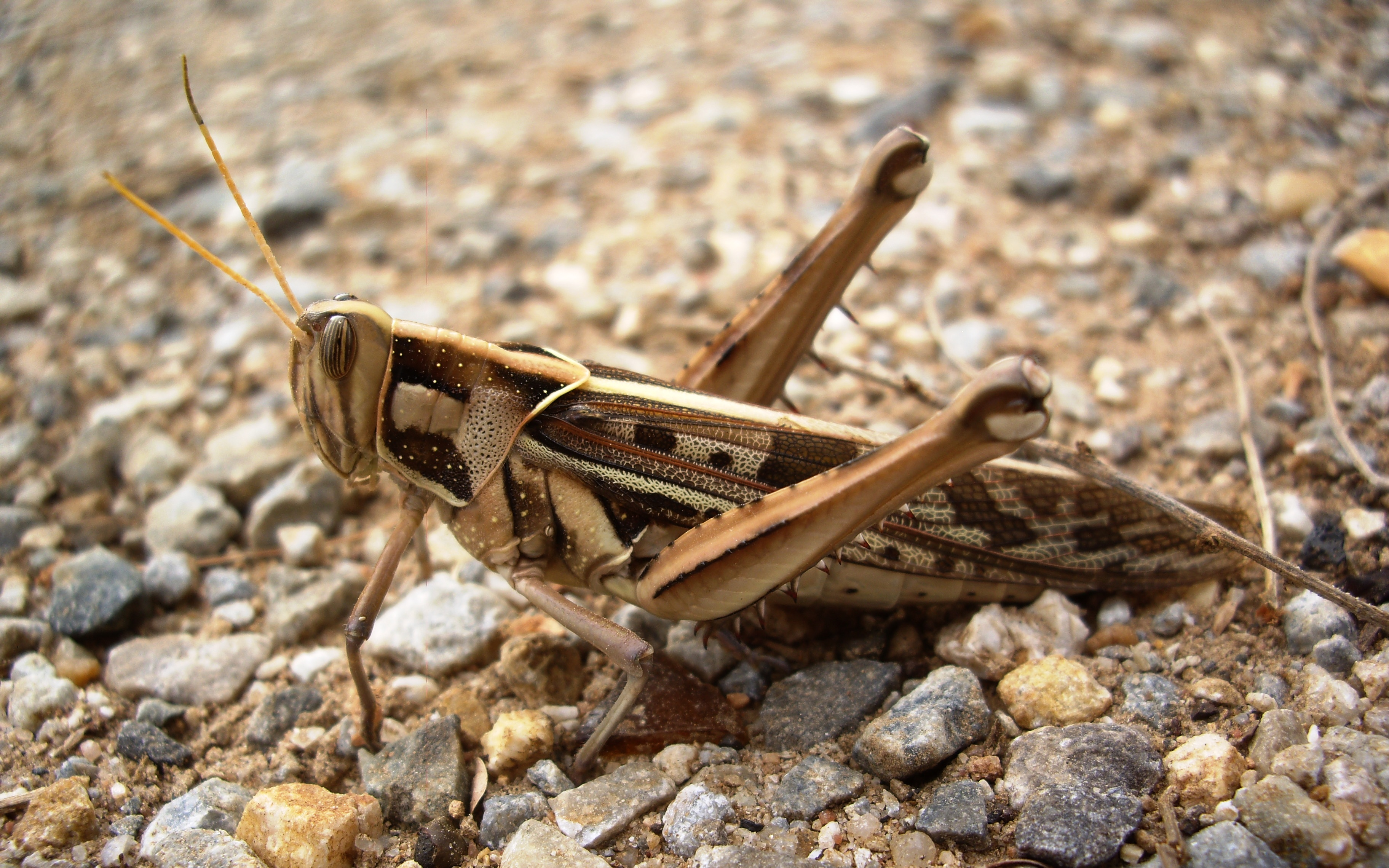
Sauterelle géante
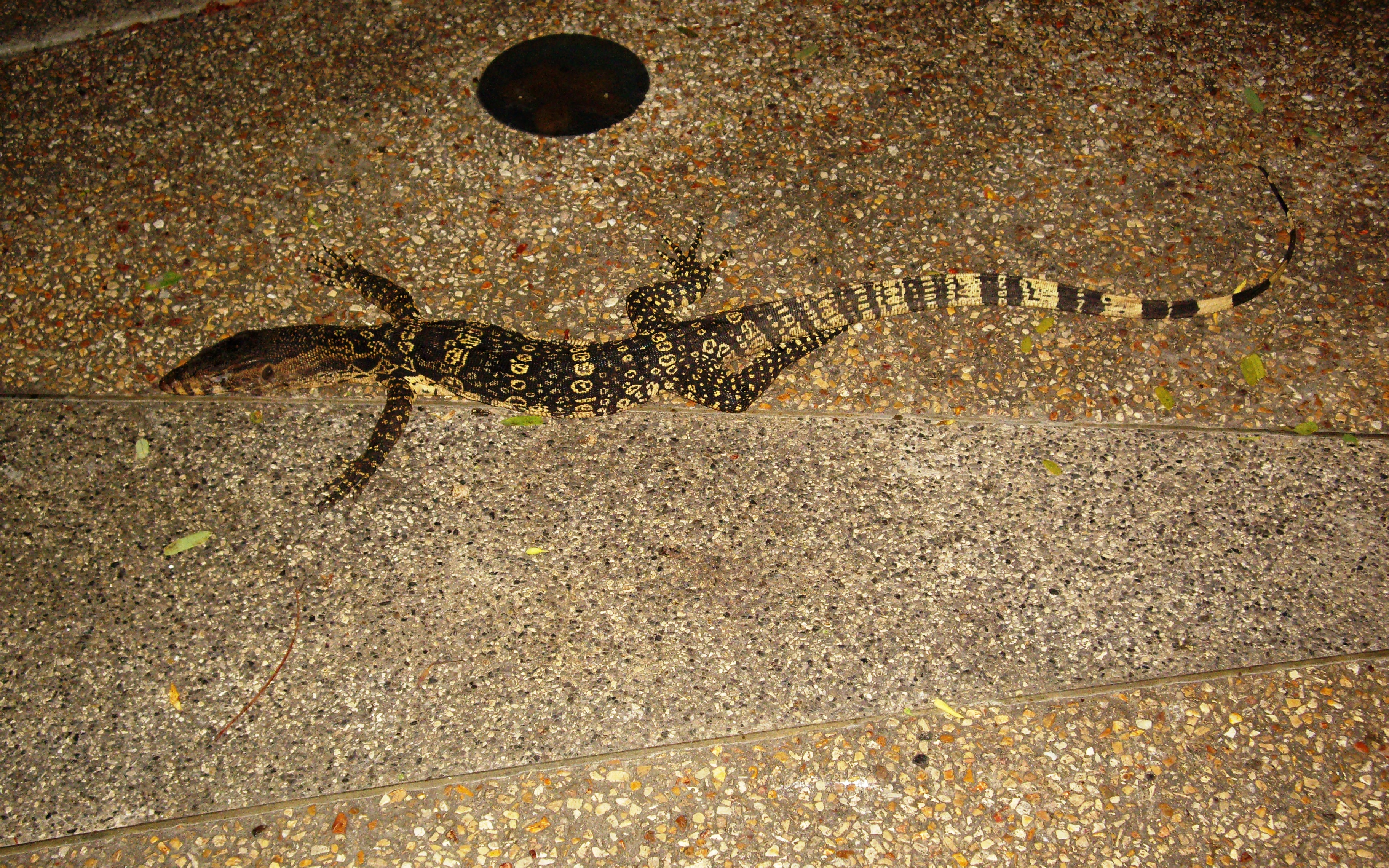
Varan malais
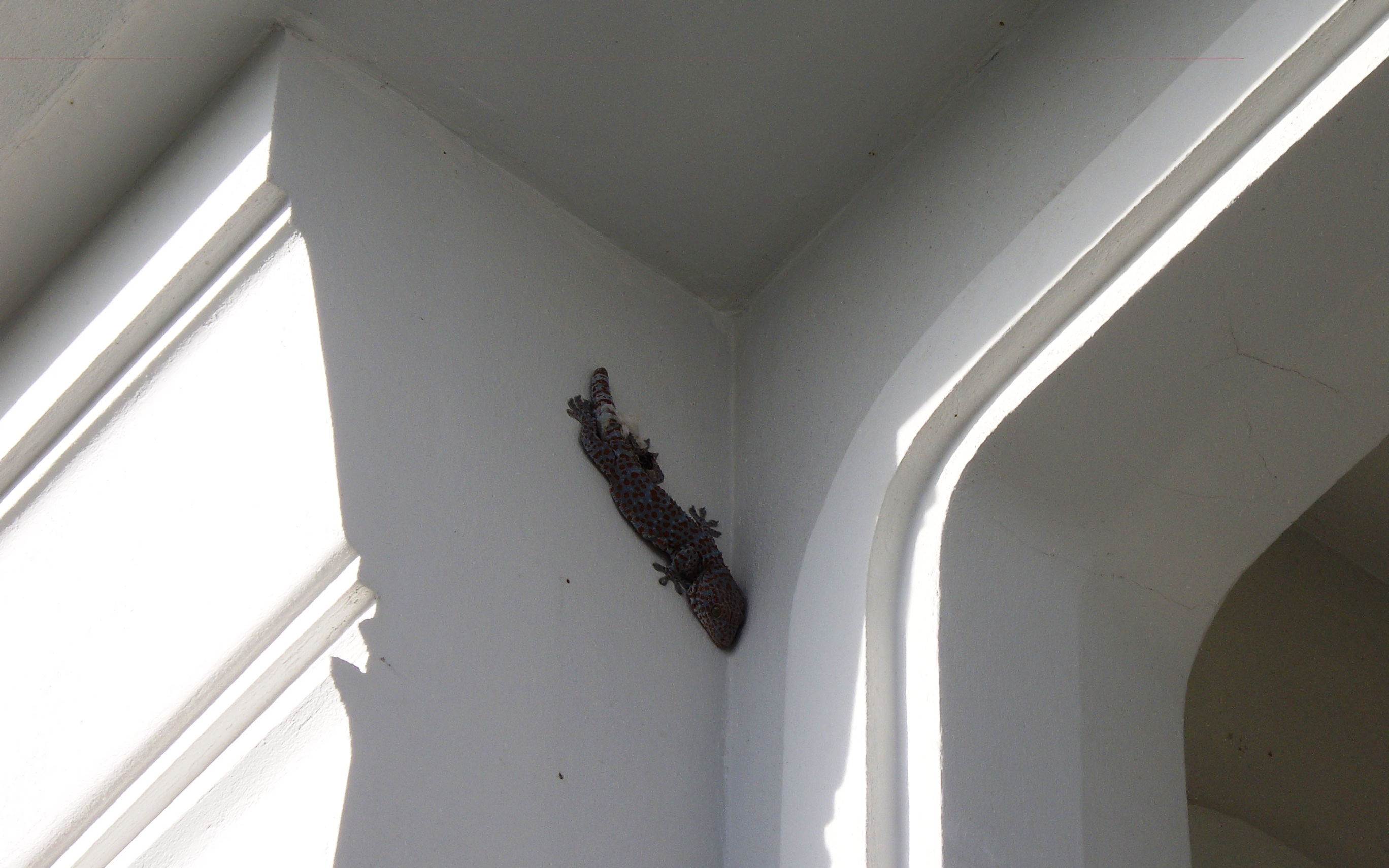
Gekko
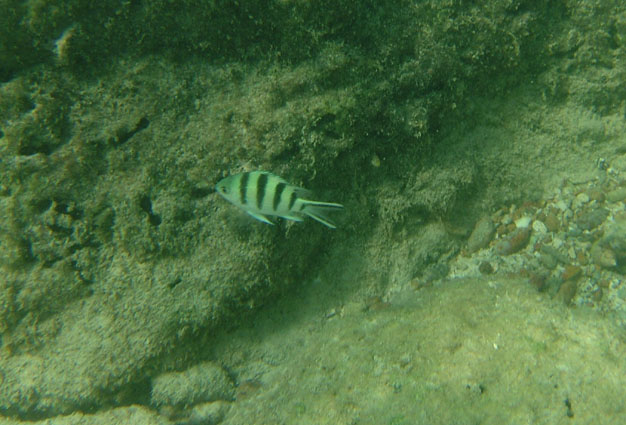
Poisson-bagnard